# Новое Погорелово
Новое Погорелово — село в Карсунском районе Ульяновской области. Является административным центром Новопогореловского сельского поселения.

## География
Расположено на реке Букава у её впадения в Сухую Карсунку.

## История
Образовано в конце XVII века, когда начали раздавать служилым людям землю из Мало-Карсункой крепости (ныне, c. Старое Погорелово) Симбирской черты, отсюда и приставка в название — Мало-Карсунский Выселок. Затем переименован в Новое Погорелово.
В 1876 году в селе появилось церковно-приходское попечительство, а в 1878 году — деревянный храм. В 1900 году в Мало-Карсунском выселке было 370 дворов, в которых проживало 2479 человек. Также в селе работала земская школа.

## Население
| 2010 |
| ---- |
| 638  |

| 1926 | 1959 | 1970 | 1979 | 1989 | 2002 | 2010 |
| ---- | ---- | ---- | ---- | ---- | ---- | ---- |
| 3115 | 1579 | 1118 | 403  | 397  | 719  | 604  |

## Известные люди
- Кошечкин, Борис Кузьмич — Герой Советского Союза (1944) и генерал-майор (2008). В 1938—1939 годах работал учителем в Ново-Погореловской неполной средней школе.

## Достопримечательности
- Родник, святой источник Тихвинской иконы Божией Матери[4].